# ロット (企業)
ロット（lotto）は1973年に創業したイタリアのスポーツアパレルメーカーである。
シンボルは「ダブルダイヤモンド」。現在110ヶ国以上の国の選手、チームで使用されている。

## 概要
1973年にイタリア北部のトレビゾ州モンテベルーナで、サッカー、テニスに特化したシューズブランドとして誕生。
世界で初めて唯一、紐なしのスパイクシューズを開発している。また、ブランドマークの「ダブルダイヤモンド」は最高峰の証として、今もなお幅広く認知されている。2015年には、ミスイタリアの公式スポンサーに協賛し、イタリア国内外からも話題を集める。近年はサッカーやテニスにとどまらず、フィットネス、ランニング分野にも事業を広げる一方、欧州、北米、南米、アジア等でも事業を展開。lottoブランドによる肌着、文房具、化粧品も製造・販売されている。

## 契約クラブ・アスリート
- サッカー
  - 1.FSVマインツ05
  - TSG1899ホッフェンハイム
  - ジェノアCFC
  - デポルティーボ・ラ・コルーニャ
  - ACチェゼーナ
  - バッサーノ・ヴィルトゥス55ST　他

かつては大宮アルディージャのユニフォームサプライヤーも務めていた。
- テニスプレーヤー
  - ダビド・フェレール
  - ポール・ヘンリー・マシュー
  - アグニエシュカ・ラドワンスカ
  - カルラ・スアレス・ナバロ
  - アリソン・リスク
  - ビクトル・トロイツキ
- サッカープレーヤー
  - モルガン・デ・サンクティス
  - コケ
  - クリスティアン・サパタ
  - エミリア―ノ・モレッティ
  - フェデリコ・バルバ
  - ミカエル・アガッチィ
  - チアゴ・チョネク
  - ファネヴァ・アンドリアチマ

## 日本国内での展開
2010年1月、伊藤忠商事とロットスポーツイタリア社の間で、ライセンスおよび輸入販売契約を締結。同年春からカジュアルウェア、アンダーウェア、ホームウェア、ソックスの展開を開始している。そして同年秋冬から一挙にアイテムを拡大し、国内市場での総合的な事業展開を加速（スポーツウェアやスパイクを含むパフォーマンス関連およびシューズは除く）。現在では、眼鏡、サングラス、手袋、マフラーを含め、ライフスタイル全般へとアイテムを広げている。
2017年3月10日、サッカー元日本代表の戸田和幸をイメージキャラクターに起用することを発表。